# لوئیجی رافین
لوئیجی رافین (انگلیسی: Luigi Raffin؛ زادهٔ ۱ ژوئن ۱۹۳۶) بازیکن فوتبال اهل ایتالیا است.
از باشگاه‌هایی که در آن بازی کرده‌است می‌توان به باشگاه فوتبال یوونتوس، باشگاه فوتبال برشا، باشگاه فوتبال ونتزیا، باشگاه فوتبال لیورنو، باشگاه فوتبال پالرمو، و باشگاه فوتبال پرو ورچلی اشاره کرد.